# Lodewijk Willem van Baden-Baden
Lodewijk Willem van Baden-Baden bijgenaamd Turken-Lodewijk (Parijs, 8 april 1655 - Rastatt, 4 januari 1707) was 1677 tot aan zijn dood markgraaf van Baden-Baden. Hij behoorde tot het huis Baden. Ook was hij opperbevelhebber van het Keizerlijk Leger.

## Levensloop
Lodewijk Willem was de zoon van erfprins Ferdinand Maximiliaan van Baden-Baden en Louise van Savoye, dochter van vorst Thomas Frans van Savoye-Carignano. Zijn peetvader was koning Lodewijk XIV van Frankrijk. Zijn vader was de oudste zoon van markgraaf Willem van Baden-Baden, maar stierf in 1669 nog voor het overlijden van Lodewijk Willems grootvader. Hierdoor volgde Lodewijk Willem in 1677 zijn overleden grootvader op als markgraaf van Baden-Baden.
Enkele maanden na zijn geboorte kwam het tot een breuk tussen zijn ouders, waardoor Lodewijk Willem gescheiden van zijn moeder opgroeide en opgevoed werd door zijn stiefgrootmoeder langs vaderkant. Een broer van zijn moeder was Eugenius Maurits van Savoye-Carignano, die de vader was van generaal Eugenius van Savoye, in wiens militaire schaduw Lodewijk Willem leefde en vocht. Beide neven waren in militaire dienst van het Heilige Roomse Rijk tegen de Fransen.
Tijdens zijn militaire loopbaan diende Lodewijk Willem eerst onder Raimondo Montecuccoli tegen de Franse legeraanvoerder Turenne en daarna onder hertog Karel V van Lotharingen. Tijdens het Beleg van Wenen door de Turken in 1683, dreef Lodewijk Willem zijn troepen door de stad en met een briljante uitval maakte een knooppunt mogelijk naar de troepen van Jan III Sobieski en Karel V van Lotharingen, wat mee voor de overwinning tegen de Turken zorgde. In 1689 versloeg Lodewijk Willem de Turken bij Niš.
Vanaf dan werd Lodewijk Willem Turken-Lodewijk of het Schild van het Keizerrijk genoemd. De Turken noemden hem dan weer de Rode Koning, omdat hij een rode uniformjas droeg die hem erg zichtbaar maakte op het slagveld. Samen met Eugenius van Savoye werd hij beschouwd als de verdediger van Europa tegen de Turken. In 1689 werd Lodewijk Willem benoemd tot opperbevelhebber van het Keizerlijk Leger in Hongarije, waar hij in 1691 een enorme overwinning boekte tegen de Turken bij Slankamen. Lodewijk beschouwde Osijek als de locatie van een exceptionele strategische belangrijkheid in de oorlog tegen de Turken. Hij suggereerde om de stadswallen te renoveren en stelde voor om een nieuw fort genaamd Tvrđa te bouwen volgens de principes van Vauban op het vlak van militaire bouwkunde. Kort daarna werd hij als hoofd van het Rijnleger naar de Negenjarige Oorlog gezonden.
In 1701 liet Lodewijk Willem de Bühl-Stollhofenlinie bouwen, een linie van defensieve grondwerken om Noord-Baden te beschermen tegen Franse aanvallen. Hij leidde ook het keizerlijk leger in de Spaanse Successieoorlog, waar hij in september 1702 succesvol het beleg van Landau afrondde. Kort daarna moest hij zich echter terugtrekken achter de Rijn nadat zijn troepen door de Fransen onder leiding van Claude Louis Hector de Villars verslagen werden in de slag bij Friedlingen. In 1704 nam hij deel aan de succesvolle Duitse campagne van Eugenius van Savoye en de Hertog van Marlborough. Lodewijk Willem onderscheidde zichzelf in de Slag bij Schellenberg en hij belegerde en veroverde de steden Ingolstadt en Landau. Tevens dreef hij de Beierse troepen weg tijdens de beslissende Slag bij Blenheim.
In januari 1707 stierf Lodewijk Willem aan de gevolgen van een oorlogsverwonding die had opgelopen in de slag bij Blenheim in het nog onafgewerkte kasteel van Rastatt. Zijn amper vier jaar oude zoon Lodewijk George Simpert volgde hem op en regeerde tot in oktober 1727 onder het regentschap van zijn moeder. Lodewijk Willem werd bijgezet in de Stiftkerk van Baden-Baden.

## Huwelijk en nakomelingen
Op 27 maart 1690 huwde hij met Francisca van Saksen-Lauenburg (1675-1733), dochter van hertog Julius Frans van Saksen-Lauenburg. Ze kregen negen kinderen:
- Leopold Willem (1694-1695)
- Charlotte (1696-1700)
- Karel Jozef (1697-1703)
- Wilhelmina (1700-1702)
- Louise (1701-1707)
- Lodewijk George Simpert (1702-1761), markgraaf van Baden-Baden
- Willem George Simpert (1703-1709)
- Augusta (1704-1726), huwde in 1724 met hertog Lodewijk van Orléans
- August George Simpert (1706-1771), markgraaf van Baden-Baden